# Infinity Blade II
Infinity Blade II est un jeu vidéo de type action développé par Epic Games et édité par Chair Entertainment sous les plates-formes iOS en 2011. Il fait suite au jeu vidéo Infinity Blade. 
Le jeu est retiré de l'App Store le 10 décembre 2018, en même temps que Infinity Blade et Infinity Blade III, en raison de difficultés à mettre à jour le jeu pour du matériel plus récent. Il n'y a aucun projet de réédition du jeu.

## Gameplay
Dans Infinity Blade II, comme dans son prédécesseur, le joueur explore le monde à l'aide d'une mécanique de type « on-rails » ; c'est-à-dire que le chemin du joueur à travers l'environnement est largement prédéterminé et que les choix de direction sont limités. Malgré cela, le joueur peut choisir d'explorer différents chemins à travers le château qui sert d'environnement central au jeu, menant à diverses fins telles que la tour de Thane, la chambre contenant le MX-Goliath, et la caverne du Démon de pierre. La progression dans le château est interrompue chaque fois que le personnage entre dans une nouvelle pièce ou rencontre un nouvel ennemi, ce qui donne au joueur la possibilité de chercher du butin (des sacs d'or sont cachés dans de nombreuses scènes), d'équiper ou d'acheter/vendre des armes, de recueillir des informations sur les ennemis à venir et de choisir le prochain point du chemin. Le joueur dispose d'une certaine liberté pour déplacer la caméra lorsque le personnage est au repos. Lorsque le personnage est en mouvement, les déplacements de la caméra sont beaucoup plus limités, car la scène devient de nature cinématographique.
La principale mécanique de jeu est le combat à l'épée en un contre un avec les ennemis rencontrés tout au long du parcours scénarisé. Le joueur contrôle l'arme ou les armes de son personnage en faisant glisser son doigt sur l'écran. Pendant le combat, le joueur peut toucher le côté inférieur gauche ou inférieur droit de l'écran pour esquiver les attaques ou le centre inférieur de l'écran pour bloquer les attaques avec un bouclier, qui se brise s'il est trop utilisé. Les joueurs peuvent également parer les coups en faisant correspondre le timing de leurs coups avec ceux de leurs ennemis et en balayant dans une direction parallèle. La nouveauté d'Infinity Blade II est la possibilité de se battre avec des armes doubles et des armes lourdes, des classes distinctes des armes « légères » qui étaient les seules disponibles dans le premier jeu. En revanche, lorsque vous combattez avec des armes lourdes, l'esquive n'est pas disponible et le joueur doit contre-attaquer en bloquant dans la bonne direction. Réussir à esquiver, bloquer ou parer suffisamment de fois d'affilée assomme l'ennemi, le rendant vulnérable à la contre-attaque pendant une courte période. 

## Version
Actuellement, le jeu en est à la version 1.3.1.